# 번성사월
《번성사월》(繁星四月)은 2017년 방송되었던 중국의 드라마이다.

## 소개
- 한국드라마 '태양의 여자' 리메이크 드라마로 피가 섞이지 않은 두 자매를 중심으로 벌어지는 욕망과 용서의 이야기

## 등장 인물
- 치웨이 - 예판싱 역
- 우치룽 - 소한 역
- 좌한 (左航) - 민사월 역
- 임언개 (任言恺) - 부하 역
- 등취문 - 최봉평 역
- 위래 (卫莱) - 소비 역
- 오화신 (吴华新) - 데니스 역
- 왕비 (王霏) - 간이 역
- 악약리 (岳跃利) - 예광궈 역